# Сураганов, Кудайберген Магзумович
Кудайберген Магзумович Сураганов (1921—2008) — старший лейтенант Советской Армии, участник Великой Отечественной войны, Герой Советского Союза (1946).

## Биография
Родился 25 мая 1921 года в селе Сулуагаш (ныне — Теренкольский район Павлодарской области Казахстана). Происходит из рода уак. После окончания Павлодарского педагогического училища работал учителем. В 1940 году Сураганов был призван на службу в Рабоче-крестьянскую Красную Армию. В 1941 году он окончил курсы младших лейтенантов. С 1942 года — на фронтах Великой Отечественной войны.
К апрелю 1945 года старший лейтенант Кудайберген Сураганов командовал взводом управления батареи 142-й пушечной артиллерийской бригады 33-й армии 1-го Белорусского фронта. Отличился во время Берлинской операции. 16-23 апреля 1945 года взвод Сураганова успешно корректировал огонь своей батареи по немецким огневым точками, что помогло пехоте прорваться к каналу Одер — Шпрее.
Указом Президиума Верховного Совета СССР от 15 мая 1946 года за «образцовое выполнение боевых заданий командования на фронте борьбы с немецкими захватчиками и проявленные при этом мужество и героизм» старший лейтенант Кудайберген Сураганов был удостоен высокого звания Героя Советского Союза с вручением ордена Ленина и медали «Золотая Звезда» за номером 9074.
В марте 1947 года Сураганов был уволен в запас. Проживал в Алма-Ате. После окончания Казахского педагогического института остался в нём преподавать.
С 1955 года преподавал в Казахском женском педагогическом институте. В 1978-88 годах руководил кафедрой.
Кандидат технических наук.
Скончался 14 февраля 2008 года, похоронен в Алма-Ате.
Был также награждён орденом Отечественной войны 1-й степени и двумя орденами Красной Звезды, рядом медалей.
В 2016 году имя Сураганова было присвоено одной из центральных улиц Павлодара, ранее носившей имя чекиста Терентия Дерибаса.